# Bits of Freedom
Die niederländische Stiftung Bits of Freedom wurde im Jahr 2000 gegründet. Die Organisation mit Sitz in Amsterdam setzt sich für digitale Bürgerrechte, Netzneutralität, Datenschutz, Urheberrecht und Informationsfreiheit in der Netzpolitik ein.
Inhaltlich fokussiert sich die Organisation dabei derzeit auf drei nach eigener Darstellung für die Arbeit wesentliche Anliegen: 1. Private Kommunikation soll auch im Netz privat bleiben. 2. Die Infrastruktur des Internets soll offen bleiben, Nutzer an den Endpunkten sollen ungestört von Eingriffen etwa durch Infrastrukturbetreiber Daten austauschen können. 3. Digitales Teilen von Informationen ist notwendige Basis eines demokratischen Zusammenlebens und sollte daher nicht durch eine unausgewogene Auslegung von Urheberrechten eingeschränkt werden. So lehnte Bit of Freedom eine von niederländischen Verwertungsgesellschaften befürwortete Abgabe für das Einbetten von Webvideos ab.

## Unterbrechung der Stiftungsarbeit
Zwischen dem 1. September 2006 und August 2009 ruhte die Arbeit der Stiftung. Sie wurde am 14. August 2009 infolge einer Finanzierungszusage durch die Stiftung Internet4All wiederaufgenommen.

## Kennzahlen
Im Jahr 2013 nahm die Stiftung nach eigenen Angaben insgesamt 438.000 Euro ein. Der größte Teil der Einnahmen kam von Stiftungen (265.000 Euro, 60,5 Prozent der Einnahmen). Einzelspenden von Privatpersonen brachten 129.000 Euro ein – ein Anteil von 29,5 Prozent.

## Aktivitäten

### Big Brother Awards
Die Organisation richtet seit 2001 jährlich die niederländische Verleihung der Big Brother Awards aus. Im Jahr 2014 wurde neben der Negativpreisen auch der Positivpreis Winston Award verliehen, an Edward Snowden, der sich in einer Videobotschaft an das Publikum bei der Verleihung richtete.

### Netzneutralität
Die Organisation lobbyierte in den Niederlanden für eine gesetzliche Festschreibung der Netzneutralität. Am 8. Mai 2012 beschloss das niederländische Parlament ein Gesetz über die allgemeinen Netzneutralität als erster Staat in der Europäischen Union.

### EU-Datenschutzreform
Die Organisation unterstützte 2013 die Kampagne „Naked Citizens“ für eine neue EU-Datenschutzverordnung der Initiative European Digital Rights. Die Organisation wirkte an einem umfassenden Bericht zu Lobbyaktivitäten von Unternehmen und vorgeschlagenen Abschwächungen der existierenden Schutzbestimmungen.